# 담수 (책)
《담수》(談藪)는 북제 때 양개송이 지은 책이다.

## 저자 양개송
양개송(陽玠松)에 관한 기록이 사서에 전혀 보이지 않으므로 자세한 생애를 알 길이 없다. 다만 《직재서록해제》(直齋書錄解題)의 기록에 따르면, 그는 북제(北齊)에서 비서성정자(秘書省正字) 벼슬을 지냈고 북평(北平: 지금의 허베이성 친황다오 시 루룽 현) 사람이며 수(隋)나라 초까지도 생존했었다는 정도만 알 수 있을 뿐이다.

## 소개
《담수》는 송·원대(宋元代)에 망실된 것으로 보인다. 그 집본(輯本)으로는 《유설》(類說)본(총 5조)과 《감주집》(紺珠集)본(총 4조)이 있으며, 특히 《태평광기》에 무려 88조가 인용되어 있다. 이 중 《유설》본은 4조가 《태평광기》본과 중복되고 1조가 《감주집》본과 중복된다. 《감주집》본은 1조가 《태평광기》본과 중복되고, 1조가 《유설》본과 중복되며, 나머지 2조는 《감주집》에만 집록되어 있다. 따라서 현재 남아 있는 《담수》의 고사는 총 91조가 된다. 한편 이 91조 가운데 당나라 때의 일이 기록된 3조는 아마도 후대 사람이 찬입(竄入: 잘못되어 뒤섞여 들어감)한 것으로 보인다.
《담수》의 내용 특성과 시간적 범위에 대해서는 위의 저록 중 《사통》과 《직재서록해제》에서 언급했듯이 《어림》·《세설신어》와 같은 성격으로서 남북조를 포함한 8대 문사들의 언행을 기록한 것이다. 현재 남아 있는 유문을 살펴보면 등장인물의 대부분이 역사상 실존했던 사람들이며 그 내용도 소화(笑話)만을 전문적으로 수록하지는 않은 것으로 보아 사실상 《세설신어》와 같은 유(類)라 할 수 있다. 그래서 루쉰(魯迅)도 《중국소설사략》(中國小說史略)에서 《담수》를 '《세설》의 부류'라고 했다.
《담수》는 내용상 민간 전설이나 지괴적(志怪的)인 색채가 거의 들어 있지 않고 실제 문인 명사들의 일화를 중점적으로 수록하고 있으며, 다양한 묘사 수법을 구사하여 인물의 형상화에 성공을 거두었다. 또한 거의 대부분의 고사가 전대의 전적에서 채록한 것이 아니어서 그 창작 능력이 돋보이며, 특히 북조의 인물들에 관한 고사가 대량으로 실려 있어서 남조의 인물에 편중되어 있던 위진남북조 지인소설의 영역을 확대했다. 《담수》는 그 내용과 묘사 특성 등에서 《세설신어》가 이룩한 지인소설 관념을 비교적 충실히 구현한 작품이라 하겠다. 이제까지 위진남북조 지인소설에서 《담수》는 겨우 서명만 거론하는 정도였는데, 사실상 《담수》는 심약의 《속설》(俗說)이나 은운(殷芸)의 《소설》(小說)보다 지인소설적인 특성을 보다 잘 구비하고 있어서 그것들을 능가하는 가치를 지니고 있다.

## 참고 문헌
- 김장환 옮김, 2012년, 지만지, ISBN 9788966803323